# Harry Lundahl (musiker)
Harry William Lundahl, född 10 oktober 1896 i Stockholm, död 27 september 1961 i Skarpnäcks församling, var en svensk kompositör och musiker. Lundahls musik har bland annat använts i de svenska filmerna Bara en trumpetare och Swing it, magistern!.
Harry Lundahl är begravd på Sandsborgskyrkogården i Stockholm.